# Нижние Яреськи (Шишацкий район)
Нижние Яреськи (укр. Нижні Яреськи) — село,
Яреськовский сельский совет,
Шишацкий район,
Полтавская область,
Украина.
Код КОАТУУ — 5325786004. Население по переписи 2001 года составляло 43 человека.

## Географическое положение
Село Нижние Яреськи находится в 2-х км от левого берега реки Псёл,
в 1,5 км от села Яреськи.
Село окружено лесным массивом (сосна).
Рядом проходит железная дорога, станция Яреськи.

## История
- 2008 — изменён статус с посёлка на село.